# Kehr zurück, kleine Sheba
Kehr zurück, kleine Sheba ist ein US-amerikanischer Spielfilm aus dem Jahr 1952. Der Film entstand nach dem Schauspiel Komm wieder, kleine Sheba! (Originaltitel: Come Back, Little Sheba!) von William Inge.

## Handlung
Lola Delaney und Doc Delaney sind ein scheinbar glückliches Ehepaar. Lola möchte ein Zimmer ihres Hauses untervermieten. Ihr Ehemann Doc weiß nichts davon. Die junge Studentin Marie nimmt das Angebot gern an. Auch der Ehemann ist schließlich gern bereit, das Mädchen bei sich aufzunehmen. Marie wird zur Ersatztochter der Delaneys, denn das Leben des Paares ist durch den frühen Tod ihrer Tochter belastet. Doc wurde über die Trauer um die Tochter zum Alkoholiker und hat dieses Problem erst seit Kurzem überstanden. Zunächst sollte der kleine Hund Sheba den Verlust der Tochter ersetzen. Doch Sheba ist weggelaufen. Marie wird nun von den Delaneys treu umsorgt und ersetzt dabei Tochter und Hund. Eifersucht bei den Delaneys kommt auf, als Marie den jungen Sportler Turk Fisher kennenlernt. Lola fürchtet, ihre Ersatztochter zu verlieren, während Doc mehr als nur Vatergefühle für das attraktive Mädchen empfindet. Marie hingegen ist zwiegespalten, denn eigentlich ist sie mit Bruce verlobt, der seit einiger Zeit auf Reisen und somit nicht da ist.
Eines Abends kehren Turk und Marie von einem Tanzabend zurück. Marie hat ihren Schlüssel vergessen, also dringt Turk durch ein Fenster ein, schließt die Haustür auf und lässt Marie hinein. Sie schleichen sich in Maries Zimmer, was allerdings von Doc beobachtet wird. Er erinnert sich daran, wie es früher zwischen ihm und Lola war, und geht zurück in die Küche, um nach seiner im Schrank versteckten Flasche zu greifen. Marie ändert inzwischen ihre Meinung und bittet Turk, zu gehen. Er ist zwar verärgert, entschwindet dann aber doch, ungesehen von Doc, durch ein Fenster. Doc ertränkt seinen Kummer in Whisky, den er seit einem Jahr nicht mehr angerührt hatte. Er kommt erst spät am Abend zurück, so dass er das Abendessen, das Lola für Marie und den zurückkehrenden Bruce geplant hatte, verpasst. Betrunken und wütend über die Vorwürfe der beiden, eskaliert die Situation, und Doc schlägt sowohl auf Lola als auch auf Marie ein. Er drückt gnadenlos den aufgestauten Spott aus, den er in Nüchternheit so gut versteckt hatte. Die entsetzte Lola bittet ihn, endlich vernünftig zu sein, doch er gerät nur noch mehr in Wut und bedroht Lola sogar mit einem Messer. Lola gelingt es, zwei ihrer Freunde anzurufen, damit sie ihn ins Krankenhaus bringen. Ein Nachbar hört den Tumult und rennt herüber, gerade als die beiden Männer kommen, um Doc wegzubringen. Doc wird schreiend davongetragen, während Lola und der Nachbar traurig zusehen.
Am nächsten Tag ruft eine erschütterte Lola ihre Mutter an, um zu fragen, ob sie für ein paar Tage dort bleiben könne, doch ihr Vater hat ihr noch immer nicht verziehen, dass sie seinerzeit für Doc die Schule abgebrochen und ihn viel zu jung geheiratet hatte. Ihre Mutter bietet an, zu Lola zu kommen, aber Lola lehnt ab. Trotz der dramatischen Vorgänge endet es für Marie positiv, denn Bruce kehrt zurück, und sie heiraten. Als Doc aus dem Krankenhaus zurückkommt, wird er von Lola begrüßt, die wieder die Rolle der liebenden Frau übernimmt, und er stellt fest, dass er sie schließlich doch liebt. Er bittet sie, ihn nie zu verlassen. Lola verspricht, für immer bei ihm zu bleiben, und er meint: „Es ist gut, ein Zuhause zu haben.“

## Hintergrund
Shirley Booth war seit den 1930er Jahren eine erfolgreiche Theaterschauspielerin am Broadway. „Kehr zurück, kleine Sheba“ war ihre erste Filmrolle. Sie war zum Zeitpunkt der Dreharbeiten bereits über 50 Jahre alt. Die Rolle der Lola hatte sie bereits in der Uraufführungs-Inszenierung des Theaterstückes am Broadway gespielt. Die Theaterregie hatte 1950 ebenfalls Daniel Mann übernommen. Die Rolle von Doc Delaney spielte Sidney Blackmer.

## Kritiken
„Subtil inszeniertes Ehedrama, in Atmosphäre, Charakterzeichnung und Darstellung ungewöhnlich fesselnd.“

## Auszeichnungen
Shirley Booth wurde für ihre Darstellung 1953 mit dem Oscar und dem Golden Globe Award ausgezeichnet. Terry Moore (Nebendarstellerin) und Warren Low (Schnitt) erhielten Oscar-Nominierungen. Der Film nahm außerdem am Wettbewerb der Filmfestspiele von Cannes 1953 teil und erhielt einen Preis als bestes Drama. Shirley Booth wurde von der Jury lobend für ihre darstellerische Leistung erwähnt.